# Wassilij Athanasieff

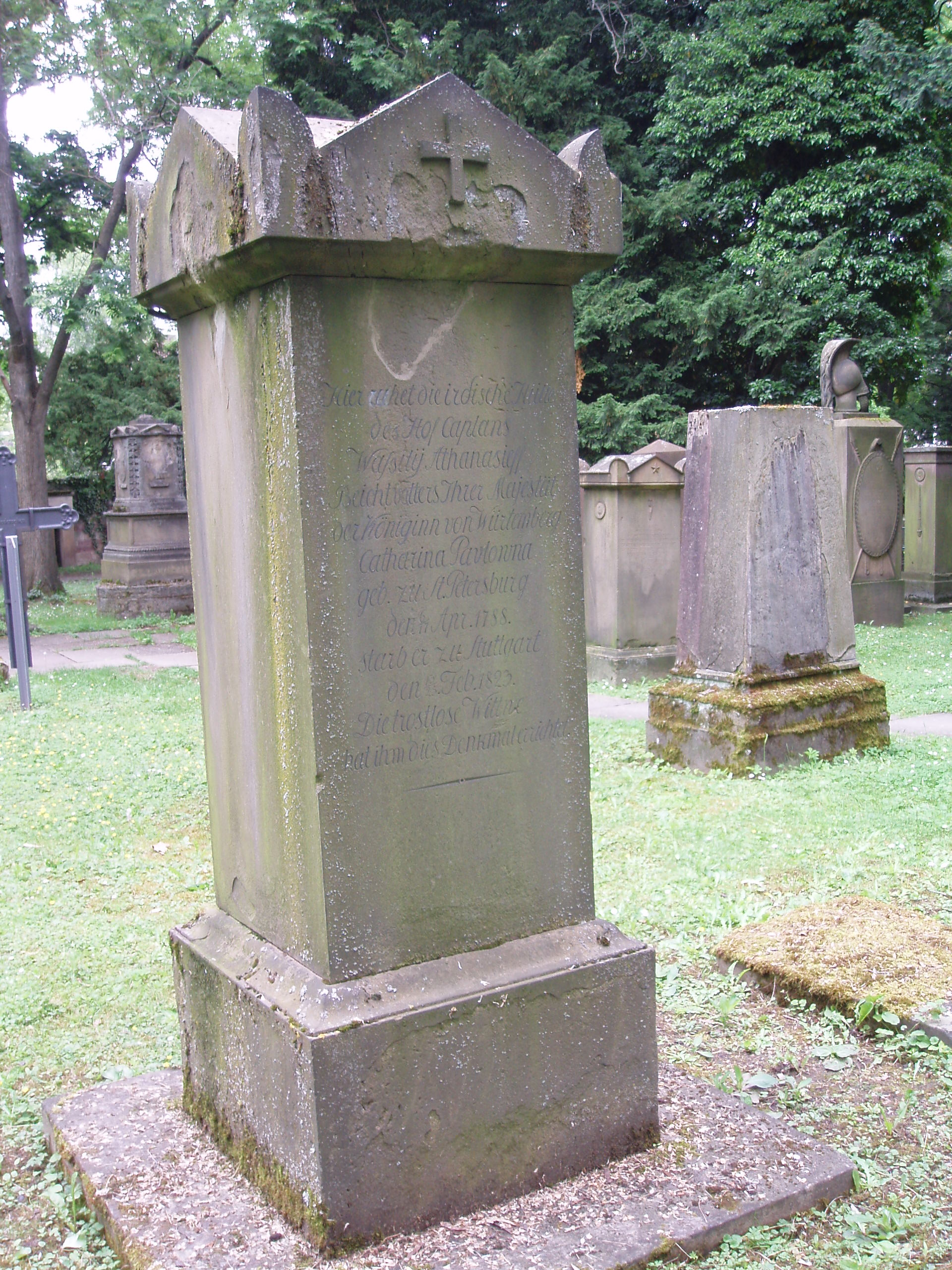
Athanasieffs Grabstein

Wassilij Athanasieff (russisch Василий Афанасьев Wassili Afanassjew; * 6. Apriljul. / 17. April 1788greg. in St. Petersburg; † 13. Februarjul. / 25. Februar 1823greg. in Stuttgart) war Hofkaplan und Beichtvater der württembergischen Königin Katharina Pawlowna und der erste Priester der russisch-orthodoxen Gemeinde Stuttgarts.
Athanasieff kam am 13. April 1816 nach Stuttgart. Im Gefolge Katharina Pawlownas befanden sich außer ihm noch ein Psalmenleser und drei Chorsänger. Am Tag seiner Ankunft hielt Athanasieff einen Dankgottesdienst für die glücklich verlaufene Reise ab und leitete damit die Tradition russisch-orthodoxer Gottesdienste in Stuttgart ein. Er wurde zum Gründer der ältesten aktiven russisch-orthodoxen Gemeinde in Deutschland. 1820 weihte er den Grundstein für Katharinas Grabkapelle auf dem Württemberg.
Über Athanasieffs Lebensumstände ist wenig bekannt. Der auf dem Stuttgarter Hoppenlaufriedhof erhaltene Grabstein, der in den 1990er Jahren wiederentdeckt und restauriert wurde, bezeugt, dass er verheiratet war. In der deutschsprachigen Version der Grabinschrift – der Stein ist russisch und deutsch beschriftet – ist zu lesen: Die trostlose Wittwe hat ihm dies Denkmal errichtet.